# KSI (youtuber)
Olajide Olayinka William „JJ” Olatunji (IPA: ɒləˈdʒiːdeɪ ɒləˈjɪŋɒ ˈwɪljəm ɒləˈtundʒiː, Watford, 1993. június 19. –), művésznevén KSI, angol youtuber, internetes személyiség, rapper, énekes, ökölvívó, színész és üzletember. A brit Sidemen csoport alapító tagja. Társtulajdonosa a Prime Hydration, az XIX Vodka márkáknak és a Sides étteremláncnak. A Prime Hydration az Arsenal, az FC Bayern München és a Barcelona hivatalos szponzora.
2009-ben hozta létre YouTube-csatornáját KSIOlajideBT néven. Nagyon sokáig a FIFA videójáték-sorozattal játszott, ez hozta meg neki a nagy sikert. Miután egyre ismertebb lett, elkezdett eltávolodni a FIFA-tól. 2024 májusáig 42,9 millió feliratkozója és 12,6 milliárd megtekintése volt három csatornáján (KSI, JJ Olatunji, KSIClips). 2015-ben a Variety magazin az amerikai tinédzserek körében a legbefolyásosabb influenszernek nevezte. 2019-ben az Egyesült Királyság második legbefolyásosabb internetes személyiségének nevezte a The Times.
Eredetileg viccként, paródiákkal kezdett zenével foglalkozni, de azóta zeneileg egy sokkal komolyabb irányt vett és tizennyolc top 40-es kislemeze van a brit kislemezlistán, ebből nyolc elérte a legjobb tíz, míg öt a legjobb öt pozíció egyikét. Legsikeresebb kislemezei a Holiday és a Don’t Play, amelyek másodikak lettek a slágerlistán. A debütáló albuma, a Dissimulation 2020. május 22-én jelent meg és második helyen debütált a brit albumlistán. Második stúdióalbuma, az All Over the Place már eggyel jobb tudott lenni, listavezető volt. Zenei karrierje során olyan előadókkal dolgozott együtt, mint Lil Wayne, Anne-Marie, Billie Eilish, 21 Savage, Future, Polo G, Yungblud és Craig David.
Színészként szerepelt a Laid in America (2016) című filmben (2016), illetve készült róla két dokumentumfilm is, a KSI: Can't Lose (2018) és a KSI: In Real Life (2023). Öt ökölvívó-mérkőzése volt, az első kettő amatőr szinten, a többi már profiként. Az elsőt Joe Weller, brit youtuber ellen vívta, amit KSI technikai kiütéssel megnyert és több mint 1,6 millióan követték élőben. A második mérkőzése Logan Paul ellen volt, ami döntetlen lett, a visszavágó volt KSI profi bemutatkozása, amit megnyert. Következő három ütközetét (amiből kettő egy napon került megrendezésre) mind kiütéssel nyerte meg, Swarmz, Luis Alcaraz Pineda és Faze Temperrr ellen, míg Joe Fournier ellen nem hirdettek győztest, egy kérdéses, könyökkel történő kiütés miatt. Tommy Fury ellen viszont pályafutása során először kikapott, pontozással.

## Fiatalkora
Olayinka és Olajide Olatunji gyermekeként született. Egy testvére van, Oladeji Daniel ”Deji” Olatunji, aki bátyához hasonlóan youtuber és ökölvívó. Apja Ibadanból származik, édesanyja pedig londoni. Watfordban nőtt fel és a Berkhamsted Schoolba járt, itt találkozott Simon Minterrel, aki később szintén tagja lett a Sidemen csoportnak. Az első YouTube csatornáját 2008-ban hozta létre JideJunior néven, mielőtt elindította volna jelenleg is létező csatornáját 2009-ben. Miután elkezdett pénzt keresni a platformon, otthagyta az iskolát. Egy 2014-es interjúban a következőt mondta: „Megkérdeztem a tanárt ’Itt hagyjam a sulit?’, erre megkérdezte ’Mennyi pénzt keresel a YouTube-ból?’ azt mondtam neki, ’Nagyjából 1500 fontot havonta’ Ekkor azt mondta, hogy ő ennél kevesebbet keres.” A szülei eredetileg nem támogatták terveit, de később megkedvelték az ötletet és több videójában is szerepeltek.

## Youtuber pályafutása

### 2008–2013: kezdetek,FIFAés botrányok

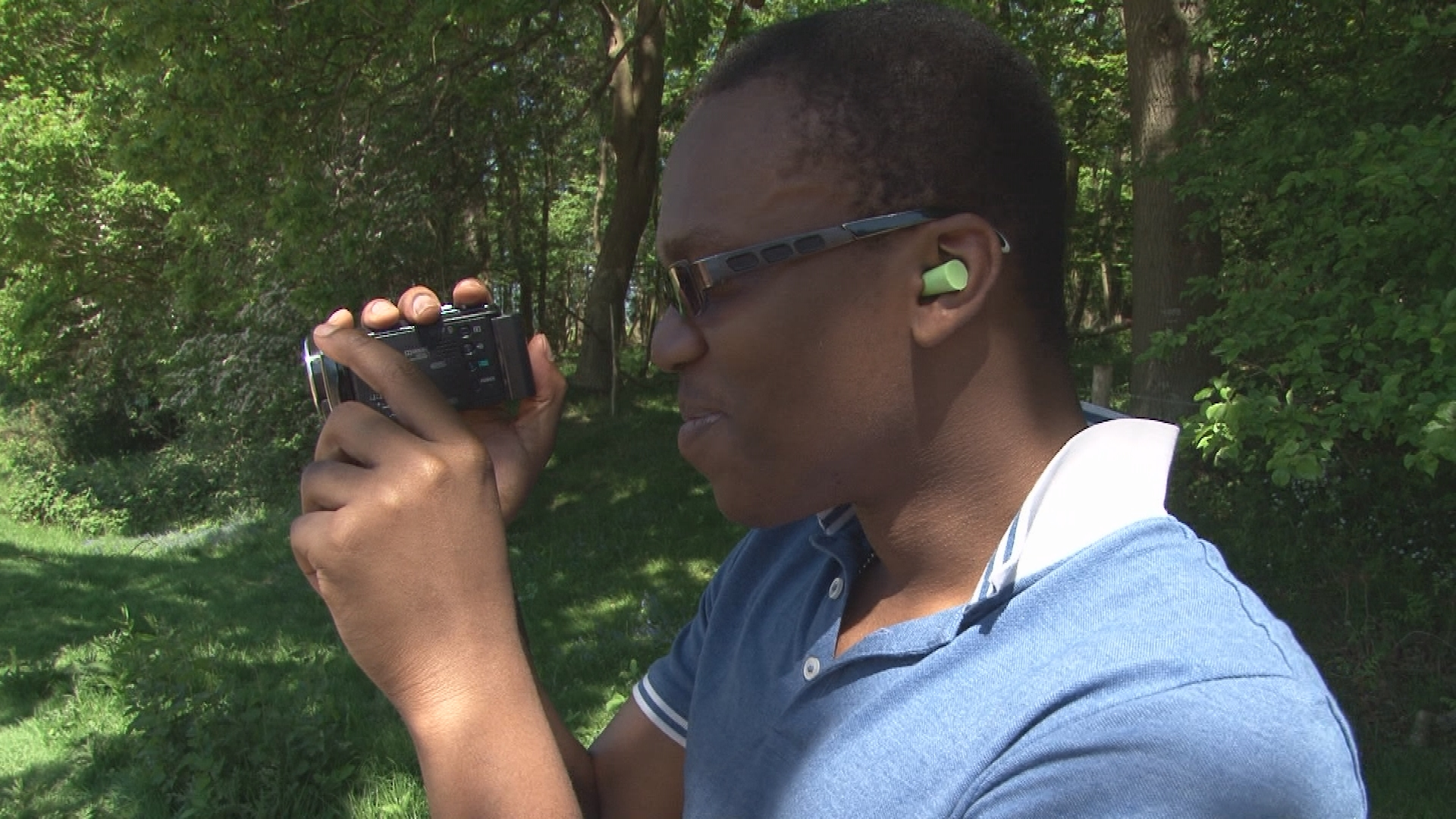
KSI 2012-ben

Olatunji 2009. július 24-én hozta létre csatornáját KSIOlajideBT néven (ezt később KSI-ra rövidítette), ahol videójátékokkal foglalkozott és egy FIFA-sorozatot készített szülei otthonából. Két év alatt nagyjából 20 ezer követőt tudott összeszedni a platformon, amit követpen több vlog-stílusú videóba kezdett és más videójátékokkal is játszott, a következő évben el is érte az 1 millió feliratkozót. 2013 végére követőinek száma átlépte a 3 milliót, amivel akkoriban a 25. legtöbb feliratkozóval rendelkező csatorna volt.
A YouTube-on eltöltött első éveiben több kisebb botrányba is ütközött. Kritizálták a ’rape-face’-ért (jelentése: „megerőszakolás-arc”), ami gyakran visszatérő vicc volt a csatornáján 2012-ben és 2013-ban. A 2012-es Eurogamer esemény után a Microsoft szerződést bontott vele és kitiltotta összes jövőbeli eseményéről, miután több látogató és a személyzet is azzal vádolta, hogy szexuálisan zaklatta őket. KSI később bocsánatot kért „bármely sérelemért, amelyet a 15 hónappal ezelőtt feltöltött videó okozott a rövid időszakban, ameddig csatornámon volt.” Azt is kijelentette, hogy túl akar lépni az incidensen és azt kérte, hogy „az alapján bíráljanak, hogy azóta milyen tartalmat gyártok, botrányok nélkül.”

### 2013–napjainkig: Sidemen
2013 októberében KSI aláírt a Polarishoz. Ugyanebben a hónapban Olatunji és négy másik brit Youtuber megalapította az Ultimate Sidemen csoportot a GTA videójátékban, amit később Sidemen-re rövidítettek. 2014 óta hét tagja van a csoportnak: Vikram Barn (Vikkstar123), Josh Bradley (ZerkaaHD), Tobit Brown (TBJZL), Harry Lewis (W2S), Simon Minter (Miniminter), Ethan Payne (Behzinga) és KSI. A csoport minden nap tesz közzé videókat a YouTube-on és a megnyitották saját ruházati boltjukat is.
Azt követően, hogy 2011-ben zenei paródiákat készített, 2015-ben megtette az első nagy lépést, hogy komoly zenész legyen, mikor kiadta a Lamborghini című kislemezét P Money-val, ami 30. helyet ért el a brit kislemezlistán. Nem sokkal később kiadta a Keep Up középlemezt, ami első lett a brit R&B-albumlistán. Ugyanebben az évben kiadott egy könyvet KSI: I Am a Bellend címen. 2016-ban a Sidemennel együtt megjelentették a Sidemen: The Book könyvet, amiből három napon belül több, mint 26 ezer példány kelt el.
2017. augusztus 4-én bejelentette, hogy elhagyja a Sidement, miután több konfliktusba is keveredett Ethan Payne-nel. Nem sokkal ezután több dalt is kiadott, amiben Payne-t vagy a Sidemen más tagjait szidta, amire legtöbben válaszoltak is. Ugyanebben a hónapban bejelentette, hogy deportálni fogják az Egyesült Államokból, mert vízuma nem volt megfelelő. Miután visszatért Angliába, 2017-ben kiadott egy videót a konfliktusokról: „a dráma nem volt teljesen igazi, de nem volt teljesen kamu se.”
2018-ban kezdett el hetente feltölteni videókat a Sidemen. A csatornának több, mint 10 millió követője van és a legtöbbet megtekintett videójuk több, mint 94 millió megtekintéssel rendelkezik. Ezek mellett elindítottak még két csatornát, MoreSidemen és SidemenReacts néven. KSI második csatornája szintén nagy sikernek örvendett, a JJ Olatunji csatorna, amire gyakrabban tölt fel videókat, mint a KSI-ra több, mint 16 millió feliratkozóval rendelkezik.
2021-ben a Sidemen elindította a Side+ feliratkozás alapú streaming szolgáltató, a Sides étteremláncot és vodka márkájukat, az XIX Vodkát is.
2023 januárjában megjelent a KSI: In Real Life dokumentumfilm életéről.

## Zenei pályafutása

### 2015–2016: Első szerződés
KSI 2015. március 23-án adta ki első kislemezét, a Lamborghinit, P Moneyval a Dcypha Production kiadón keresztül. A videóklip 110 millió megtekintésnél tart, amivel KSI legsikeresebb videója. Harmincadik helyig jutott a brit kislemezlistán.
KSI a Lamborghini sikerei után aláírt a Island Records kiadóhoz (Universal Music Group). 2015. október 29-én KSI bejelentette debütáló középlemezét, a Keep Up-ot. Az első kislemez, a Keep Up 2015. november 13-án jelent meg egy videóklippel együtt és 45. helyig jutott a brit kislemezlistán. A Keep Up EP 2016. január 8-án jelent meg és 13. helyen mutatkozott be a brit albumlistán és elsőn a brit R&B-albumlistán.
2016. április 29-én KSI kiadta a Goes Offot Mista Silvával, a Jump Around középlemezről. 2016. június 22-én fellépett volna a Glastonbury Fesztiválon, de egy nappal a koncert előtt lemondta, mert nem tetszett neki a korai idősáv, amit kapott. A következő kislemezét, a Friends with Benefitset az MNDM-mel együtt adta ki júliusban, ami 69. helyig jutott a brit kislemezlistán. A Jump Around, amin Wocka Flocka Flame-mel dolgozott együtt, szeptember 16-án jelent meg. A Jump Around középlemezt 2016. október 28-án adta ki. A megjelenés után turnézni kezdett az Egyesült Királyságban és Európában. A Touch Down című dala, amit Stefflon Donnal készített, szerepelt a Baywatch (2017) című filmben.

### 2017–2019: Távozás a kiadótól és független megjelenések
Miután tartott egy négy hónapos szünetet YouTube-karrierjében, 2017 júniusában kiadta a Creature-t a harmadik középlemezéről, a Space-ről. A dal 100. helyig jutott a brit kislemezlistán. A Space 2017. június 30-án jelent meg.

A Disstracktions középlemezt 2017. szeptember 25-én adta ki. A lemezen szerepel az Earthquake, amit RiceGummal vett fel, a Little Boy, a Two Birds, One Stone, és az Adam’s Apple. A Disstracktions 31. helyet ért el a brit albumlistán és elsőt a brit R&B-albumlistán. Egy héttel a megjelenés előtt bejelentette, hogy ez lesz az utolsó lemeze az Island Records-szal.

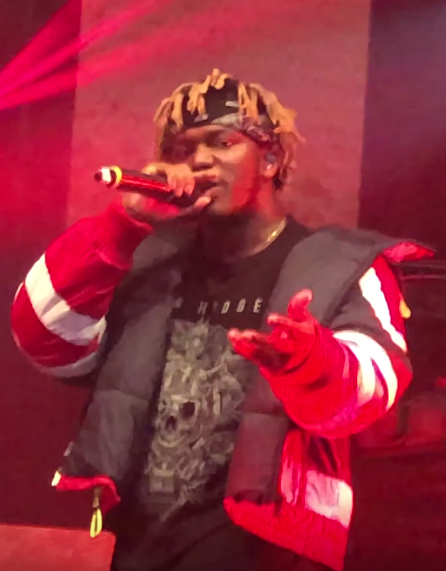
KSI, egy londoni koncertjén, 2019-ben

2018. január 31-én kiadta az Uncontrollable-t Big Zuuval. A KSI vs. Joe Weller mérkőzésen erre a dalra vonult be. A szám 89. helyig jutott a brit kislemezlistán. Az On Point 2018. augusztus 17-én jelent meg és a KSI vs. Logan Paul küzdelemben volt a bevonuló dala.
2019. február 28-án bejelentette, hogy ki fog adni egy új albumot Randolph-fal, aminek New Age lesz a címe és turnézni fognak együtt. A lemez 2019 áprilisában jelent meg, 17. helyen debütált a brit albumlistán és első helyig jutott a brit R&B-albumlistán.

### 2019–2020: Új kiadó és aDissimulation
2019. november 4-én KSI aláírt az RBC Recordshoz, hogy a „zenéjét következő szintre emelje” és „nemzetközileg és az Egyesült Államokban is előremozdítsa zenéjét.” Ugyanezen a napon bejelentette, hogy elkezdett dolgozni új albumán.
2019. november 8-án kiadta a Down Like Thatet Rick Rosszal, S-X-szel és Lil Babyvel. Tizedik helyig jutott a brit kislemezlistán és ezüst minősítést kapott a BPI-tól. A Wake Up Call 2020. január 31-én jelent meg, Trippie Redd közreműködésével és 11. helyig jutott a brit kislemezlistán. A Poppin 2020. március 27-én jelent meg Lil Pumppal és Smokepurppel. A Houdini volt az album negyedik kislemeze Swarmz és Tion Wayne közreműködésével. Hatodik lett a brit kislemezlistán, ezzel KSI harmadik top 10-es dala és legjobban teljesítő száma lett karrierjében, szintén ezüstlemezként. Olatunji debütáló stúdióalbuma 2020. május 22-én jelent meg Dissimulation címen. Tizenöt országban is szerepelt a slágerlistákon és második helyig jutott első hetében a brit albumlistán. Ezüstlemez minősítést kapott a BPI-tól és 2020 novemberéig az év legtöbb példányban eladott albuma volt az Egyesült Királyságban. Az ötödik kislemez, a Cap Offsettel 24., míg a Killa Killa Aiyana-Leevel 27. helyig jutott a brit kislemezlistán. 2020-ban KSI több fesztiválon is szerepelt volna, de a COVID-19-járvány miatt ezeket le kellett mondania.
KSI szerepelt Nathan Dawe Lighter című dalán Ella Hendersonnal, ami 2020. július 24-én jelent meg. A dal harmadik helyig jutott, amivel addig KSI karrierjének legjobban teljesítő dala lett a brit kislemezlistán. A szám platinalemez minősítést kapott, 400 ezer eladott példány után. Jelölték az év brit kislemeze díjra a 2021-es Brit Awards díjátadón. KSI később az évben együttműködött S1mba 2020. szeptember 11-én megjelent, Loose című számán, amely 14. helyig jutott, ezzel KSI nyolcadik top 40-es kislemeze.

### 2020–2022:All Over the Place, The Online Takeover
KSI 2020. október 23-án kiadta a Really Love című dalát Craig Daviddel és Digital Farm Animalsszel, ami az első kislemez volt a második stúdióalbumáról és harmadik helyig jutott a Brit kislemezlistán, ezzel beállítva a Lighter teljesítményét. 2020. november 13-án szerepelt a BBC Radio 2 Allstars Children In Need jótékonysági kislemezén, a Stop Crying Your Heart Outon. A dal 7. helyig jutott a brit kislemezlistán.
2021. január 15-én kiadta a Don’t Play kislemezét Anne-Marie-vel és Digital Farm Animalsszel. A dal második helyig jutott a brit kislemezlistán és megjelent mellé egy videóklip is. 2021. február 16-án bejelentette, hogy megalapította saját zenei kiadóját, a The Online Takeovert. Első leszerződtetett előadója, a brit-amerikai énekes Aiyana-Lee volt, aki szerepelt a rapper Dissimulation albumán, a Killa Killa számon. 2021. március 12-én kiadta a Patience című dalt Yungbluddal és Polo G-vel. A szám harmadik helyen debütált a brit kislemezlistán. 2021. április 21-én előadta a dalt a Late Late Show with James Corden műsorán. A fellépés előtt elmondta, hogy várható egy dala Future és 21 Savage amerikai rapperekkel.
2021. április 26-án KSI közösségi média oldalain bejelentette, hogy július 16-án fog megjelenni második stúdióalbuma, az All Over the Place. 2021. június 18-án kiadta Holiday című kislemezét az albumról, amely annak platina kiadásán jelent meg. A dal eredetileg nem szerepelt volna a lemezen és a You lett volna a negyedik kislemez, de az kiszivárgott napokkal megjelenése előtt. Ezt követően választották a helyére a Holiday-t. A dal második helyen debütált a brit kislemezlistán, amivel az énekes legsikeresebb dala.
2021. július 16-án jelent meg második stúdióalbuma, at All Over the Place. Az album első helyen debütált a brit albumlistán. Többet adtak el belőle, mint az azt követő négy albumból összesen. 2021. július 30-án KSI bejelentette, hogy augusztus 6-án jelenik meg Lose című kislemeze, Lil Wayne közreműködésével, amely az amerikai rapper következő stúdióalbumán is szerepelni fog.

### 2022–napjainkig: a harmadik album
2022. május 6-án KSI közreműködött S-X Locked Out című dalán, ami a harmadik kislemez a wolverhamptoni énekes debütáló albumáról. A Locked Out lett S-X első dala, amely szerepelt a brit kislemezlistán, 53. lett.
2022. május 30-án szerződést kötött az Atlantic Records kiadóval, miután korábbi kislemezei nagy sikert értek el. Az azt követő hónapokban két dalt adott ki egy év szünet után, a Not Over Yetet és a Summer Is Overt. 2022 decemberében a Sidemen tagjaival együtt kiadtak egy dalt Christmas Drillings címen, ami egyike volt a lehetséges karácsonyi első helyezett daloknak és harmadik helyet ért el a Big Top 40 listáján. Végül harmadik lett a brit kislemezlistán, második Magyarországon és listavezető a Big Top 40 slágerlistáján.
Első dalát 2023-ban Oliver Tree közreműködésével adta ki, január 27-én, Voices címmel. Ezt követte az Easy, Bugzy Malone és R3HAB közreműködésével, amit először Joe Fournier elleni ökölvívó-mérkőzése előtt lehetett hallani.
2024. augusztus 31-én két új dalt is bemutatott a Danny Aarons vs. Danny Simpson ökölvívó eseményen: a Lowt és a Thick of Itet Trippie Reddel. Decemberben kiadta Dirty című dalát, amelyen közreműködött Billie Eilish.

## Ökölvívó pályafutása

### Amatőr pályafutása

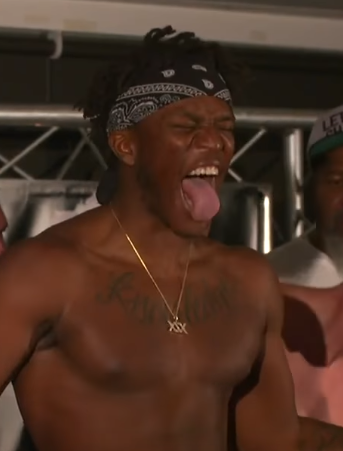
KSI 2018 augusztusában

#### Joe Weller
Joe Weller brit youtuber kritizálta KSI-t és a Sidement, hogy megtekintésekért létrehoztak egy igazából nem létező konfliktust közte és a Sidemen között. Miután Twitteren összevesztek, bejelentették, hogy egy amatőr ökölvívó-mérkőzés keretei között összecsapnak a londoni Copper Box Arenában. A mérkőzést, aminek KSI vs. Joe Weller volt a hivatalos neve, 2018. február 3-án tartották és KSI a harmadik menetben technikai kiütéssel nyerte meg. Ezzel megnyerve a YouTube Boxing Championship övet, a platformon 1,6 millió élő és egy napon belül 21 milliót megtekintést hozott, amivel a legsikeresebb amatőr mérkőzés volt a sport történetében. KSI azt nyilatkozta, hogy tiszteli Wellert „sokkal keményebben küzdött, mint azt gondoltam” és elismerte a mentális egészségéért folytatott küzdelmét. Ezek után kihívta amerikai Jake és Logan Paul amerikai youtubereket, illetve Rio Ferdinandot, a Manchester United korábbi labdarúgóját.

#### Logan Paul I
2018. február 24-én bejelentették, hogy KSI megmérkőzik Logan Paullal egy amatőr mérkőzésen, míg testvére, Deji pedig Paul öccsével, Jake-kel küzd meg. A mérkőzés döntetlenként végződött, két bíró 57–57-es végeredményt, egy pedig 58–57-es végeredményt hirdetett, KSI javára. A meccset „minden idők legnagyobb amatőr mérkőzése”-nek nevezték és a Manchester Arénában tartották, 21 ezer néző előtt. 2,25 millióan követték élőben (legálisan és illegálisan együttvéve) és a hivatalos YouTube-csatornán 17 millió megtekintést hozott.

### Profi pályafutása

#### Logan Paul II
2019. szeptember 3-án bejelentették a visszavágót. A mérkőzés november 9-én került megrendezésre a Staples Centerben, Los Angelesben. Az elsővel ellentétben ez az összecsapás már profi volt és a két fél nem viselt fejvédőket. Az eseményen megmérkőzött még Devin Haney és Billy Joe Saunders is. KSI edzője Viddal Riley, profi ökölvívó és Jeff Mayweather (Floyd Mayweather Jr. nagybátyja) volt.
Miután bejelentették, hogy az esemény profi körülmények között lesz megrendezve, több ökölvívó, rajongó és sporttal foglalkozó újságíró is kritizálta azt, kijelentve, hogy „sértő” a sportra nézve. Az volt a véleményük, hogy a két youtuber csak a pénzért küzd meg és nem volt az eseménynek legitimitása, hogy profi küzdelem legyen. Ezek mellett megkérdőjelezték, hogy két youtuber alatt mérkőzött meg két profi ökölvívó. Mások viszont támogatták az eseményt. Andy Foster, a Kaliforniai Állami Sportbizottság igazgatója, aki szervezte az eseményt így nyilatkozott: „Ha nem lennének YouTube-sztárok, a mérkőzést még úgy is elfogadná bármely bizottság, mint két debütáló sportoló küzdelme.” Kevin Draper (The New York Times) azt mondta a küzdelemről, hogy ez jót tehet az ökölvívásnak, a két youtuber új, fiatal nézőket mutathat be egy stagnáló sportnak. Kiemelte ezek mellett, hogy mindketten világbajnok ökölvívóktól és edzőktől kaptak felkészítést. Anthony Joshua, Deontay Wilder, Tyson Fury, Dillian Whyte és Andy Ruiz Jr. profi ökölvívók is mind támogatták az eseményt.
Hat háromperces menet után KSI lett a mérkőzés győztese. Két bíró 57–54-re, illetve 56–55-re KSI-t hirdette győztesnek, míg a harmadik 56–55 arányban Paulnak adta a mérkőzést. Kezet fogtak és megölelték egymást a küzdelem után, de Paul később fellebbezte KSI győzelmét, azt mondva, hogy nem érdemelt pontlevonásokat azokért az ütéseiért, amiket a bíró szabálytalannak talált. Mikor megkérdezték egy újabb visszavágóról, Paul támogatta az ötletet, KSI viszont így nyilatkozott: „Vége... Már a következő dolgaimra koncentrálok.”

#### Swarmz és Luis Alcaraz Pineda
2021. június 22-én KSI bejelentette, hogy ő és a Wasserman Promotions közreműködött, hogy létrehozzák a Misfits Boxing ökölvívó eseményekkel foglalkozó céget. A bejelentés része volt, hogy az első esemény 2022. augusztus 27-én fog megtörténni, ahol KSI visszatér a sporthoz, több, mint két és fél év kihagyás után. Logan Paul elleni mérkőzése után edzőt váltott, Viddal Riley helyére a korábban Michael Page-et, John Hathaway-t, Karlos Vémolát és James Thompsont is edző Alexis Demetriades érkezett.
2022 júliusában KSI bejelentette, hogy következő ellenfele az amerikai Alex Wassabi lesz. A bejelentés előtt lehetséges ellenfelei között volt Dillon Danis és Austin McBroom is. 2022 augusztusában, mindössze három héttel az esemény előtt, Alex Wassabi bejelentette, hogy fejsérülés miatt nem tud részt venni azon. Helyére Swarmz brit rapper, akivel KSI korábban dolgozott együtt a Houdini dalon, lépett be. KSI ezt követően bejelentette, hogy nem csak egy ellenfele lesz, hanem kettő. A második ellenfél a mexikói profi ökölvívó, Luis Alcaraz Pineda lett. Eredetileg a második ellenfél Ivan Nikolov lett volna, de rasszista és neonáci nézetei miatt eltávolították.
KSI mindkét mérkőzést meg tudta nyerni a harmadik forduló vége előtt, kiütve mindkét ellenfelét. Az esemény végén kihívta Slim Albahert, Andrew Tate-et, Tommy Furyt és az Austin McBroom vs AnEsonGib győztesét.

#### FaZe Temperrr
2022. november 19-én bejelentették a KSI vs Dillon Danis mérkőzést, mint a Misfits 004 fő eseménye, 2023. január 14-én a Wembley Arénában. Január 4-én Danis visszalépett a küzdelemtől, helyét a brazil FaZe Temperrr vette át, aki a FaZe Clan alapítótagja. KSI a mérkőzést kiütéssel nyerte meg az első menetben, megvédve ICB cirkálósúlyú világbajnoki címét. A kiütést Michael Page brit harcművész stílusa inspirálta, akivel egy edzőcsapathoz tartozik.

#### Joe Fournier
2023. március 22-én KSI bejelentette, hogy következő mérkőzését a korábbi félnehézsúlyú WBA-világbajnok Joe Fournier ellen fogja vívni. A mérkőzésen a második menetben kiütötte a brit profi ökölvívót. Fournier fellebbezte az eredményt, miután visszajátszásokon úgy tűnt, hogy KSI könyökével vetett véget az ütközetnek. A döntés május 19-én született meg, elvették KSI győzelmét és nem hirdettek győztest.

#### Tommy Fury
Az MF & DAZN: X Series 009: Prime Card esemény 2023. október 14-én került megrendezésre, KSI Tommy Fury brit ökölvívóval mérkőzött meg és pontozással (57–56, 57–56, 57–56) vereséget szenvedett. KSI menedzsere 2023. október 20-án bejelentette, hogy a youtuber fellebbezi az eredményt. A fellebbezést elutasították.

#### Slim és Anthony Taylor
2024 júniusában KSI bejelentette, hogy meg fog mérkőzni Slim Albaherrel és Anthony Taylorral egy tag-mérkőzésen, egyedül kihívva a párost. Sérülés miatt végül vissza kellett lépnie, helyét Danny Aarons brit youtuber és Danny Simpson angol labdarúgó vette át.

### Bevételek ökölvívásból
Az alábbi táblázatokban az szerepel, hogy hány példányban keltek el online jegyek a sportoló mérkőzéseire. Ezek összes bevétele több, mint 22 millió font.
| #        | Dátum               | Mérkőzés                            | Hivatalos megnevezés | Közvetítő | Példány   | Bevétel     | For.            |
| -------- | ------------------- | ----------------------------------- | -------------------- | --------- | --------- | ----------- | --------------- |
| 1        | 2018. augusztus 25. | KSI vs Paul                         | Nem volt             | YouTube   | 1 300 000 | £13 000 000 | [ 110 ] [ 111 ] |
| 2        | 2022. augusztus 27. | KSI vs Swarmz KSI vs Alcaraz Pineda | 2 Fights 1 Night     | DAZN      | 445 000   | £4 450 000  | [ 112 ]         |
| 3        | 2023. január 14.    | KSI vs Temperrr                     | Uncaged              | DAZN      | 300 000   | £3 000 000  | [ 113 ]         |
| Összesen | Összesen            | Összesen                            | Összesen             | Összesen  | 2 045 000 | £20 450 000 |                 |

| #        | Dátum             | Mérkőzés        | Hivatalos megnevezés | Közvetítő      | Példány   | Bevétel       | Források |
| -------- | ----------------- | --------------- | -------------------- | -------------- | --------- | ------------- | -------- |
| 1        | 2019. november 9. | KSI vs. Paul II | Nem volt             | DAZN           | 1 784 000 | Nem nyilvános | [ 114 ]  |
| 1        | 2019. november 9. | KSI vs. Paul II | Nem volt             | Sky Box Office | 216 000   | £2 160 000    | [ 115 ]  |
| Összesen | Összesen          | Összesen        | Összesen             | Összesen       | 2 000 000 | £2 160 000    |          |

## Bevétel és vagyon
KSI éves bevétele 2014-ben 1,12 millió dollár volt, míg 2015-ben 4,5 millió (Forbes adatai alapján), amivel a világ ötödik legjobban kereső Youtubere lett. Két éven belül a vagyona megduplázódott és 2017-re elérte a 11 millió dollárt. 2018-ban a Social Blade adatai alapján KSI bevétele egy videóból akár 250 ezer font is lehetett és, hogy egy hirdetés a közösségi médiáin 75 ezer fontba kerülhet. A Heavy azt írta, hogy 2018-ban KSI három vállalatnak is az igazgatója volt, amelyek összességében 2,2 millió dollárt értek. Egy Men’s Health-el készített interjúban elmondta, hogy több, mint 10 ingatlanja van Angliában, amelyek 10 millió font feletti értékkel rendelkeznek. 2019 végén a Mirror számításai alapján KSI vagyona 20 millió dollár körül lehet.
A Business Insider szerint KSI Logan Paul elleni mérkőzése 11 millió dollár bevételt hozott neki, a 2,7 millió mellett, ami jegybevételekből jött. Más adatok alapján 30-40 millió font jöhetett be a meccsből, de Olatunji ezen hírekről azt mondta, hogy „a bevétel egy elég nagy szám volt, de közel sem 40 vagy 20 millió”. A második küzdelmükből a Mirror adatai alapján 900 ezer dollárt keresett, de mások szerint a végső kifizetés sokmilliós összeg volt.
2020-ban a The Sunday Times azt írta, hogy KSI 12 millió fontot kereshet évente, egy évvel később pedig 13 millióval többet tippeltek. 2021-ben KSI elmondta, hogy 5 millió dollárt keresett kriptovalutákkal, majd 2022-ben megosztotta, hogy azóta több, mint 6 millió fontos vesztesége volt, így otthagyta a kriptovaluták világát.
2022-ben megvásárolt egy több, mint 10 millió fontot érő házat Londonban. 2024 áprilisában megosztotta, hogy nettó vagyonértéke „valószínűleg” meghaladja az egy milliárd fontot, amiben nagy szerepet játszott a Prime Hydration sikere, illetve egyéb vállalatai.

## Jótékonyság
KSI gyakran használta befolyását és vagyonát, hogy több jótékonysági szervezetet is támogasson. 2015-ben 10 ezer dollárt adományozott egy Castro1021 által rendezett élő adásban, ami rákos betegeknek segített.
Hat Sidemen Charity Match szervezője volt. Az első meccs, amelyet 2016-ban játszottak a St. Mary’s Stadionban több, mint 110 ezer dollár bevételt hozott a Saints Foundationnek. A második meccs, amely a The Valley Stadionban került megrendezésre 210 ezer fontot hozott az NSPCC Childlinenak és a Charlton Athletic Community Trustnak. A harmadik mérkőzés pedig 65 ezer font bevételt generált a Young Minds és a Charlton Athletic Community Trustnak. A 2022-ben megrendezett negyedik meccsen több, mint 1 millió fontot gyűjtöttek össze. A 2025-ös találkozóra ez a szám már 5 millió fölé nőtt.
2019-ben feltöltött egy videót „Ending it all” címmel, aminek minden bevételét öngyilkosság ellen küzdő jótékonysági szervezeteknek juttatott.
2020. május 8-án KSI egy élelmiszerbankban dolgozott, hogy segítsen a The Independent Help the Hungry kampányában. 2020. június 2-án 10 ezer dollárt adományozott a Black Lives Matter Global Network Alapítványnak és 50 ezer dollárt további jótékonysági szervezeteknek, amik fekete embereknek segítenek. 2020 szeptemberében a Seaview Projectnek adományozott egy nagyobb összeget. 2020. december 18-án segített az Evening Standard Food for London Now kampányában. 2021. március 11-én 10 ezer fontot adományozott a BBC Lol-a-thon programjának. Később a hónapban aláírt egy nyílt levelet, amit Lenny Henry írt, hogy motiválják a fekete briteket, hogy oltassák be magukat a Covid19-vakcinával.
Részt vett több jótékonysági műsorban is, mint a Comic Relief, Sport Relief, Children in Need és a Stand Up To Cancer. Ezek mellett közreműködött a BBC Children in Need 2020 jótékonysági kislemezen, a Stop Crying Your Heart Outon.

## Magánélete
2014-ben KSI és a Sidemen három másik tagja (Simon Minter, Josh Bradley és Vikram Barn – Youtuberként Miniminter, ZerkaaHD és Vikkstar123) beköltöztek egy londoni házba 2014-ben, majd 2016-ban egy másikba. 2019-ben költöztek ki a Sidemen-házból, Olatunji és Minter 2022-ig egy apartmanban laktak London belvárosában.
Öccse, Deji szintén youtuber. A testvérpár 2015-ben első és második helyen volt a Nagy-Britannia legbefolyásosabb YouTube-tartalomgyártói listán, amelyet a Tubular Labs állított össze. 2018 novemberben Deji egy videóban megmutatta KSI banki tranzakcióit, amit KSI elitélt és azt mondta csalódott a szüleiben, hogy megengedték, hogy ez megtörténjen. 2019 januárjában Deji bocsánatot kért és letörölte a videót. 2019 májusában Deji ismét közzétette tette a videót, amelyre KSI úgy reagált, hogy „kész van” az öccsétől, elege van belőle. 2019 novemberében elmondta, hogy megbeszélték problémáikat és azt nyilatkozta, hogy „testvérek folyton összevesznek és mivel mindketten folyamatosan a közönség szemei előtt vagyunk, lesznek alkalmak, amikor ezek aránytalanul nagynak tűnnek.”
KSI három és fél évig volt együtt jelenlegi barátnőjével, mielőtt szakítottak 2021 őszén. Egy év szünet után, 2022 vége óta újra együtt vannak.
KSI az Arsenal FC rajongója.

## Ökölvívói teljesítményei

### Amatőr
| Eredmény  | Ellenfél   | Típus | Menetek  | Dátum               | Helyszín                                                  |
| --------- | ---------- | ----- | -------- | ------------------- | --------------------------------------------------------- |
| Döntetlen | Logan Paul | PONT  | 6        | 2018. augusztus 25. | Manchester Aréna, Manchester, Anglia                      |
| Győztes   | Joe Weller | TKO   | 3 (1:30) | 2018. február 3.    | Staples Center, Los Angeles, Kalifornia, Egyesült Államok |

### Profi
| Eredmény      | Teljesítmény | Ellenfél            | Típus         | Menetek | Dátum               | Helyszín                                                  |
| ------------- | ------------ | ------------------- | ------------- | ------- | ------------------- | --------------------------------------------------------- |
| Vesztes       | 4–1          | Tommy Fury          | PONT          | 6       | 2023. október 14.   | AO Aréna, Manchester, Anglia, Egyesült Királyság          |
| Nincs győztes | 4–0 (2)      | Joe Fournier        | Nincs győztes | 2 (6)   | 2023. május 13.     | Wembley Aréna, London, Anglia, Egyesült Királyság         |
| Győztes       | 4–0          | FaZe Temperrr       | KO            | 1 (6)   | 2023. január 14.    | Wembley Aréna, London, Anglia, Egyesült Királyság         |
| Győztes       | 3–0          | Luis Alcaraz Pineda | KO            | 3 (3)   | 2022. augusztus 27. | O2 Aréna, London, Anglia, Egyesült Királyság              |
| Győztes       | 2–0          | Swarmz              | KO            | 2 (3)   | 2022. augusztus 27. | O2 Aréna, London, Anglia, Egyesült Királyság              |
| Győztes       | 1–0          | Logan Paul          | PONT          | 6       | 2019. november 9.   | Staples Center, Los Angeles, Kalifornia, Egyesült Államok |

## Filmográfia
| Év   | Cím                            | Szerep | Jegyzet               | For.    |
| ---- | ------------------------------ | ------ | --------------------- | ------- |
| 2016 | Laid in America                | Duncan | Főszereplő            | [ 155 ] |
| 2018 | KSI: Can’t Lose                | Önmaga | Dokumentumfilm        | [ 156 ] |
| 2019 | KSI: Can’t Lose – Extended Cut | Önmaga | Dokumentumfilm        |         |
| 2023 | KSI: In Real Life              | Önmaga | Amazon-dokumentumfilm |         |

| Év   | Cím                                   | Szerep | Csatorna  | Jegyzet                    | For.    |
| ---- | ------------------------------------- | ------ | --------- | -------------------------- | ------- |
| 2013 | The Gadget Show                       | Önmaga | Channel 5 | 17. évad, 5. rész          | [ 157 ] |
| 2013 | Friday Download                       | Önmaga | CBBC      | 6. évad, 10. rész          |         |
| 2016 | Rise of the Superstar Vloggers        | Önmaga | BBC Three | Dokumentumfilm             | [ 158 ] |
| 2017 | Saturday Mash-Up!                     | Önmaga | CBBC      | Cel Spellman epizód        |         |
| 2020 | Csúcsmodellek                         | Önmaga | BBC Two   | 28. évad, 5. rész          | [ 159 ] |
| 2020 | Sport Relief 2020                     | Önmaga | BBC One   | Televíziós különkiadás     | [ 160 ] |
| 2020 | The Playlist                          | Önmaga | CBBC      | 4. évad, 8. rész           |         |
| 2020 | Mo Gilligan’s All Star Happy Hour     | Önmaga | Channel 4 | 1. évad, 3-4. rész         | [ 161 ] |
| 2020 | Celebrity Gogglebox                   | Önmaga | Channel 4 | 2. évad, 1-4. rész         | [ 162 ] |
| 2020 | Gogglebox                             | Önmaga | Channel 4 | 16. évad                   | [ 163 ] |
| 2021 | The Great Stand Up to Cancer Bake Off | Önmaga | Channel 4 | 4. évad                    | [ 164 ] |
| 2021 | Blue Peter                            | Önmaga | CBBC      | 2021. július 22-én         | [ 165 ] |
| 2022 | All or Nothing: Arsenal               | Önmaga | Amazon    | A New Beginnings epizódban | [ 166 ] |

| Év   | Cím                    | Szerep | Platform          | Jegyzet                      | For.    |
| ---- | ---------------------- | ------ | ----------------- | ---------------------------- | ------- |
| 2014 | 5-A-Side               | Önmaga | YouTube           | 5 epizód                     | [ 167 ] |
| 2014 | KSI Demolished         | Önmaga | Comedy Central UK | 5 epizód                     | [ 168 ] |
| 2014 | The Sidemen Experience | Önmaga | Comedy Central UK | 5 epizód                     | [ 169 ] |
| 2016 | Pass The Pad           | Önmaga | YouTube           | Házigazda, 5 epizód          | [ 170 ] |
| 2018 | The Sidemen Show       | Önmaga | YouTube Premium   | 7 epizód                     | [ 171 ] |
| 2018 | Formula E Voltage      | Önmaga | YouTube           | 2018 Ad Diriyah ePrix epizód | [ 172 ] |
| 2021 | The KSI Show           | Önmaga | Moment House      | Főszereplő                   | [ 173 ] |
| 2021 | In the Mud             | Önmaga | Side+             | Főszereplő                   | [ 174 ] |
| 2021 | The Boys, Pt. 1        | Önmaga | Side+             | Főszereplő                   | [ 175 ] |
| 2021 | The Boys, Pt. 2        | Önmaga | Side+             | Főszereplő                   | [ 176 ] |

## Diszkográfia

### Stúdióalbumok
- New Age (Randolph közreműkődésével) (2019)
- Dissimulation (2020)
- All Over the Place (2021)

### Középlemezek
- Keep Up (2016)
- Jump Around (2016)
- Space (2017)
- Disstracktions (2017)

## Videójátékok
| Év   | Cím           | Típus | Platformok   | Fejlesztő           | For.    |
| ---- | ------------- | ----- | ------------ | ------------------- | ------- |
| 2016 | KSI Unleashed | Akció | Android, iOS | Endemol Shine Group | [ 177 ] |
| 2018 | BoxTuber      | Sport | Android, iOS | Viker Limited       | [ 178 ] |

## Turnék
- Jump Around Tour (2016)[179]
- The New Age Tour (2019)[180]

## Bibliográfia
| Év   | Cím                                                                | Kiadó                  | ISBN szám           | For.    |
| ---- | ------------------------------------------------------------------ | ---------------------- | ------------------- | ------- |
| 2015 | KSI: I Am a Bellend                                                | Orion Publishing Group | ISBN 978-1409161233 | [ 181 ] |
| 2015 | I Am a Tool: How to Be a YouTube Kingpin and Dominate the Internet | HarperCollins          | ISBN 978-1473648166 | [ 181 ] |
| 2016 | Sidemen: The Book                                                  | Coronet Books          | ISBN 978-1473648166 | [ 182 ] |

## Díjak és jelölések
| Év   | Díjátadó                         | Kategória                        | Jelölt/Munka                                                     | Eredmény | For.            |
| ---- | -------------------------------- | -------------------------------- | ---------------------------------------------------------------- | -------- | --------------- |
| 2012 | Shorty Awards                    | Legjobb gaming                   | Önmaga                                                           | Jelölve  | [ 183 ]         |
| 2016 | NME Awards                       | Az év vloggere                   | Önmaga                                                           | Elnyerte | [ 184 ]         |
| 2017 | Shorty Awards                    | Az év Youtubere                  | Önmaga                                                           | Jelölve  | [ 185 ]         |
| 2017 | British Book Awards              | Nem-fikció: Az év életmód könyve | Önmaga (a Sidemen tagjaként)                                     | Jelölve  | [ 186 ]         |
| 2017 | BBC Radio 1’s Teen Choice Awards | Legjobb brit vlogger             | Önmaga                                                           | Jelölve  | [ 187 ]         |
| 2018 | Global Awards                    | Közösségi média szupersztár      | Önmaga                                                           | Jelölve  | [ 188 ]         |
| 2019 | Shorty Awards                    | Legjobb YouTuber-csoport         | Önmaga (a Sidemen tagjaként)                                     | Jelölve  | [ 189 ]         |
| 2020 | Amazon Music UK                  | Legjobb dal                      | Lighter                                                          | Elnyerte | [ 190 ]         |
| 2020 | MTV Awards                       | Hottest Summer Superstar         | Önmaga                                                           | Jelölve  | [ 191 ]         |
| 2020 | MOBO Awards                      | Legjobb média személyiség        | Önmaga                                                           | Jelölve  | [ 192 ]         |
| 2021 | The BRIT Awards                  | Legjobb brit kislemez            | Lighter (Nathan Dawe-val)                                        | Jelölve  | [ 193 ]         |
| 2021 | MTV Awards                       | Hottest Summer Superstar         | Önmaga                                                           | Jelölve  | [ 194 ]         |
| 2021 | MTV Europe Music Awards          | Legjobb UK & Ír előadó           | Önmaga                                                           | Jelölve  | [ 195 ]         |
| 2021 | Artist & Manager Awards          | Az év áttörő előadója            | Önmaga                                                           | Jelölve  | [ 196 ]         |
| 2022 | The BRIT Awards                  | Az év dala                       | Don’t Play (Anne-Marie és Digital Farm Animals közreműködésével) | Jelölve  | [ 197 ]         |
| 2022 | The BRIT Awards                  | Az év dala                       | Holiday                                                          | Jelölve  | [ 197 ]         |
| 2022 | Global Awards                    | Legjobb brit előadó              | Önmaga                                                           | Jelölve  | [ 198 ]         |
| 2022 | Rated Awards                     | Az év személyisége               | Önmaga                                                           | Elnyerte | [ 199 ] [ 200 ] |
| 2022 | MOBO Awards                      | Az év legjobb média-személyisége | Önmaga                                                           | Jelölve  | [ 201 ]         |
| 2022 | Streamy Awards                   | Legjobb tartalomgyártói termék   | Prime Hydration (Logan Paullal megosztva)                        | Jelölve  | [ 202 ]         |
| 2022 | ESPN Ringside Social Award       | Az év legnépszerűbb pillanata    | KSI legyőzi Swarmzt és Luis Alcaraz Pinedát                      | Harmadik | [ 203 ]         |

## További információ
- Hivatalos oldal
- KSI a Facebookon
- KSI az Internet Movie Database-ben (angolul)
- KSI a Rotten Tomatoeson (angolul)